# 沙恩·罗斯
沙恩·罗斯（英語：Shane Rose，1973年4月24日—），澳大利亚男子马术运动员。他曾代表澳大利亚参加2008年、2016年和2020年夏季奥林匹克运动会马术比赛，获得二枚银牌和一枚铜牌。